# Gregor von Stralendorff
Gregor Philipp Maria Appolinar Karl von Stralendorff (* 30. August 1842 in Düsseldorf; † 8. Juli 1918 in Berlin) war ein deutscher Architekt und Dozent.

## Leben und Werk
Stralendorff war der Sohn des Malers Carl Friedrich von Stralendorff und der Prasseda Projetti d’Ascoli (1820–1848), er hatte sieben Geschwister. Der Hofbeamte Gottlieb von Both war einer seiner Schwäger.
Er besuchte das Gymnasium in Frankfurt/M. 1863/64 studierte er am Polytechnikum in Zürich und 1864/65 am Polytechnikum in Karlsruhe. 1867/68 besuchte er das Meisteratelier Hermann Nicolai an der Akademie der Künste in Dresden, 1869/70 das Atelier Jäger in Paris und 1871/72 das Atelier in Narva.
Im Jahr 1872 ging er als Privatbaumeister nach Berlin, erhielt  eine Anstellung beim Bauverein Königstadt bei Ernst Klingenberg und arbeitete von 1875 bis 1883 wieder als Privatbaumeister. In dieser Zeit entstanden Wohnhäuser am Pariser Platz 3 und in der Lessingstraße 52 sowie sein eigenes Wohnhaus in der Schillerstraße 8. 1877/78 bereiste er Italien. Nach Berlin zurückgekehrt, war er am 8. Juni 1879 Mitbegründer der Vereinigung Berliner Architekten. 1883 wurde er Direktor der Baugewerkschule in Berlin und 1915 Gewerbeschulrat.
Seine Ehefrau wurde die aus Russland stammende Fabrikantentochter Marie Peltzer (1849–1941), die als Witwe zuletzt in der Nähe von Potsdam lebte. Sie hatten die Tochter Hanna (* 1869), verheiratet mit dem Arzt Erich Friedel, und den Sohn Hans (1870–1946), der u. a. als Kunstmaler in München lebte, zuletzt in Großbrannenberg. Hans von Stralendorff war kurzzeitig ehem. aktiver Offizier, kgl. bayr. Leutnant der Landwehr-Kavallerie.

## Genealogie
- Gothaisches Genealogisches Taschenbuch der Uradeligen Häuser 1918. Der in Deutschland eingeborene Adel. Neunzehnter Jahrgang, Justus Perthes, Gotha 1917, S. 829–830. (Digitalisat. Archive.org/Internet Archive).
- Gottfried Graf Finck von Finckenstein, Christoph Franke. Et. al.: Genealogisches Handbuch des Adels, Adelige Häuser. Band XXXIII, Band 152 der Gesamtreihe GHdA, Hrsg. Deutsches Adelsarchiv, C. A. Starke, Limburg (Lahn) 2012, ISSN 0435-2408, S. 511–512.